# Biopszia

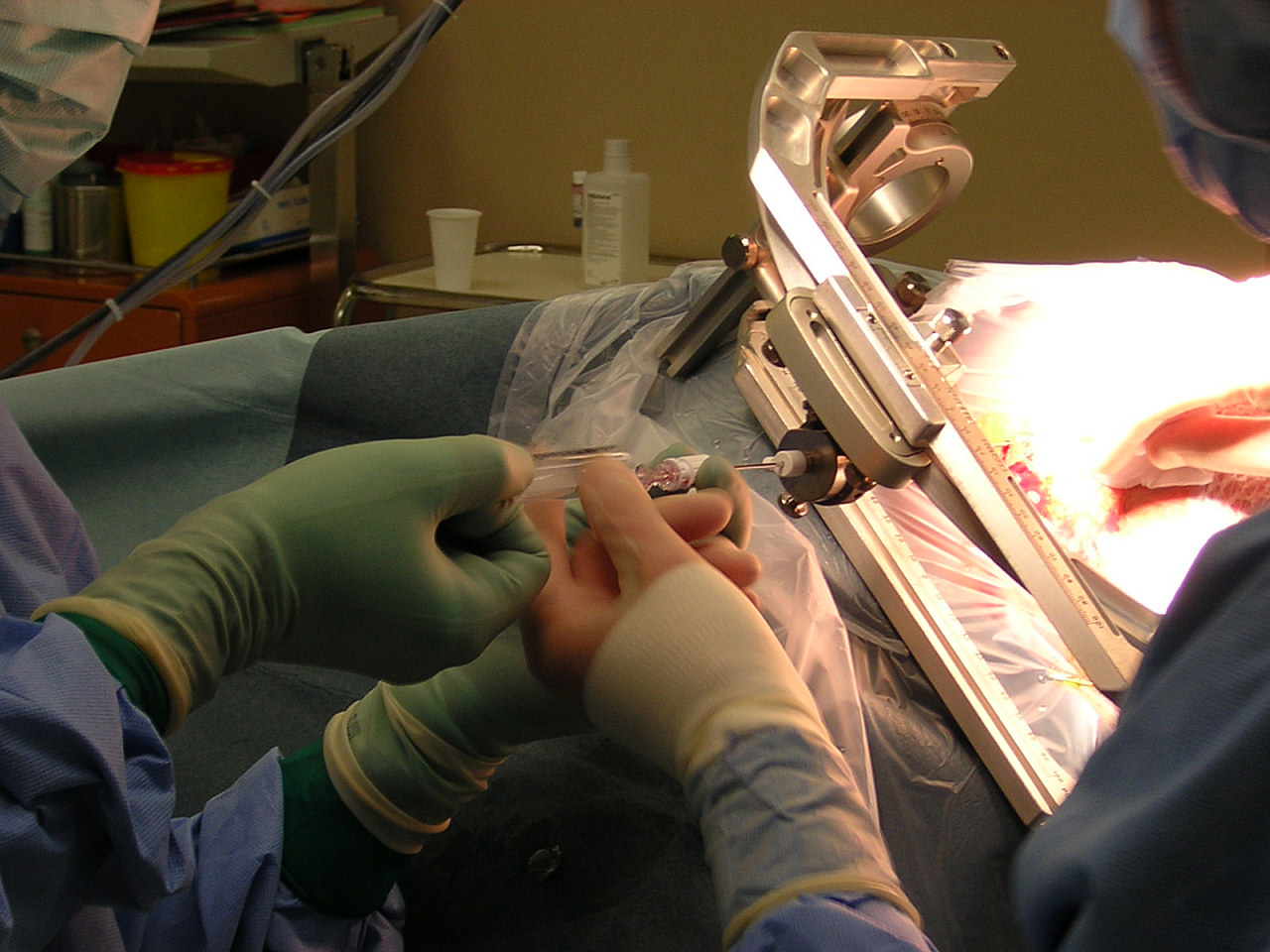
Agybiopszia

A biopszia (a görög: bios = élet és opsy = megjelenés szavakból) egy orvosi eljárás, melynek során vizsgálat céljából a testből sejteket vagy szöveteket távolítanak el. A szövetet gyakran mikroszkóp alatt vagy molekuláris biológiai technikákkal (például PCR) analizálják. 
Amikor a szövetnek egy részét veszik ki, azt incízionális; amikor viszont egy teljes területet, azt excízionális biopsziának nevezzük. Ha szövetből nyílt műtéti feltárás nélkül vesznek mintát, akkor aspirációs tűbiopsziáról beszélünk.
Biopsziára általában akkor kerül sor, amikor egy betegség oka, pontos megjelenése ismeretlen vagy kételyek merülnek fel ezekkel kapcsolatban. A vaszkulitiszt például gyakran diagnosztizálják biopszia segítségével. A patológiai vizsgálat a biopszia eredményének felhasználásával képes megállapítani egy kóros növedék jó- vagy rosszindulatú (benignus vagy malignus) voltát is, segít differenciálni a különböző fajtájú daganatok között. 
A biopsziával ellentétben, mely csak mintát vesz egy lézióból, egy nagyobb kivágás (ún. rezekció) szükséges egy-egy ismert lézió eltávolításához. Például masztektómiára lehet szükség, miután a patológus az előzetes incíziós biopszia által meggyőződött a daganat rosszindulatú voltáról. 
A vizsgált szövetrész széli területeit is alaposan meg kell vizsgálni a betegség terjedése miatt. A tiszta szél vagy negatív szél azt jelenti, semmilyen betegségre utaló nyom nem volt fellelhető a szövet szélein; míg a pozitív eredmény további vizsgálatokat kíván.
Abban az esetben, ha olyan sejteket, szövettörmeléket gyűjtenek be, mely spontán ürül (például leváló szövetdarabok a bélfalból, hámokból), ezt exfoliatív citológiának nevezzük. 
A biopsziás mintákat általában festik, fluoreszcensen jelölik. Így egyszerűbbé és biztosabbá válik a diagnózis felállítása.